# Puerulus angulatus
Puerulus angulatus är en kräftdjursart som först beskrevs av Charles Spence Bate 1888.  Puerulus angulatus ingår i släktet Puerulus och familjen Palinuridae. IUCN kategoriserar arten globalt som livskraftig. Inga underarter finns listade i Catalogue of Life.